# メロディ・ネルソンの物語
『メロディ・ネルソンの物語』（原題：Histoire de Melody Nelson）は、セルジュ・ゲンスブールが1971年に発表したアルバム。

## 解説
本作はコンセプト・アルバムとなっている。歌詞の内容は、中年男性とメロディ・ネルソンという少女が愛し合うが、最後にはメロディが乗った飛行機が墜落してしまい、男はメロディに思いを馳せるというもの。当時のパートナーであったジェーン・バーキンがボーカルで参加し、アルバム・ジャケットもジェーンの写真を使用している。撮影当時、ジェーンは既に妊娠していた。
編曲等を担当したジャン＝クロード・ヴァニエは、2006年にはロンドンで本作の再現コンサートを行った。このコンサートにはジャーヴィス・コッカー、 ブリジット・フォンテーヌ 、グリフ・リース、レティシア・サディエール（ステレオラブ）等がゲスト参加した。
本作はベックの愛聴盤として知られる。また、ピッチフォーク・メディアが2004年に選出した1970年代のトップ100アルバムでは21位にランク・インした。

## 収録曲
特記なき楽曲はセルジュ・ゲンスブール作詞・作曲。
1. メロディ - "Melody" - 7:32
2. メロディ・ネルソンのバラード - "Ballade de Melody Nelson" (Serge Gainsbourg, Jean-Claude Vannier) - 2:00
3. メロディのワルツ - "Valse de Melody" - 1:31
4. アー!メロディ - "Ah! Melody" (Gainsbourg, Vannier) - 1:47
5. 特別ホテル - "L'hôtel particulier" - 4:05
6. メロディについて - "En Melody" (Gainsbourg, Vannier) - 3:25
7. 貨物飛行機の最期 - "Cargo Culte" - 7:37

## カヴァー
- メロディ・ネルソンのバラード
  - ヴァネッサ・パラディ&ジョニー・デップ - ルル・ゲンスブールを中心に制作されたトリビュート・アルバム『From Gainsbourg to Lulu』（2012年）に提供[5]。
- 特別ホテル
  - レ・リタ・ミツコ - アルバム『Système D』（1993年）に収録[6]。
- メロディについて
  - カヒミ・カリィ - トリビュート・アルバム『ゲンスブール・トリビュート'95』に、小山田圭吾のプロデュースによるカヴァーを提供[7]。

## 参加ミュージシャン
- セルジュ・ゲンスブール - ボーカル
- ジェーン・バーキン - ボーカル
- ジャン＝クロード・ヴァニエ - キーボード、編曲、指揮
- ロジャー・クーラム - キーボード
- ジャン＝リュック・ポンティ - エレクトリック・ヴァイオリン
- ヴィック・フリック - リードギター
- ビッグ・ジム・サリヴァン - リズムギター
- ブライアン・オジャーズ - ベース
- ドゥギー・ライト - ドラムス
- L'Opera Comique - コーラス
- Jeunesses Musicales of Paris - オーケストラ